# Najwa Awane
Najwa Awane (* 18. April 1998) ist eine marokkanische Rollstuhltennisspielerin.

## Karriere
2008 wurde Najwa Awane von einem Pitbull angegriffen und an beiden Beinen verletzt. Insgesamt wurde sie deshalb 17 Mal operiert, schließlich musste ihr linker Unterschenkel amputiert werden. Mit 13 Jahren nahm sie an der marokkanischen Meisterschaft im Rollstuhltennis teil, hatte aber jemals zuvor weder einen Schläger in der Hand gehalten noch einen Rollstuhl benutzt – erst mit 15 begann sie, sich ernsthaft mit dem Sport zu befassen. Im August 2016 erreichte sie mit Platz 13 ihre höchste Notierung in der Juniorenweltrangliste. Sie konnte mehrere ITF-Turniere niedrigerer Kategorie im Einzel oder Doppel gewinnen, ihr bevorzugter Belag ist Hartplatz.
Seit 2016 tritt Najwa Awane regelmäßig beim World Team Cup für Marokko an.
Bei der ersten Austragung der Para-Afrikaspiele 2023 in Accra gewann sie sowohl im Einzel als auch im Doppel – an der Seite von Samira Benichi – die Goldmedaille.
Awane nahm zweimal an Paralympischen Spielen teil. 2021 in Tokio startete sie nur im Einzel, ihre Auftaktpartie gegen Manami Tanaka ging in zwei Sätzen verloren. Bei den Spielen 2024 in Paris unterlag sie in der ersten Runde Maayan Zikri aus Israel, im Doppel traf sie mit Samira Benichi zu Beginn auf die Chinesinnen Guo Luoyao und Wang Ziying, die später die Bronzemedaille gewannen.
Najwa Awane hat einen Bachelor in angewandter Mathematik.
Bei der Generalversammlung des Afrikanischen Paralympischen Komitees wurde Awane im Oktober 2021 zur Athletenvertreterin gewählt, außerdem gehörte sie in der Wahlperiode 2021–2022 dem Spielerrat (ITF Wheelchair Tennis Player Council) der ITF an. Der Spielerrat vertritt die Interessen der Spielerinnen und Spieler und berät die ITF in Fragen der Regularien.